# Mosina
Mosina [ˈmɔɕɪna] (deutsch Moschin, älter auch Mossin; Mosch) ist eine Stadt in der Woiwodschaft Großpolen mit etwa 14.250 Einwohnern. Sie liegt an der Samica Stęszewska rund 4 km oberhalb deren Mündung in die Warthe und 20 km südlich von Posen. Die Stadt Mosina ist Hauptort der gleichnamigen Stadt-und-Land-Gemeinde mit rund 33.800 Einwohnern.

## Gemeinde
Zur Stadt-und-Land-Gemeinde Mosina gehören die Stadt selbst und 21 Dörfer mit Schulzenämtern.

## Sehenswürdigkeiten
- Ehemalige Synagoge, heute Heimatmuseum
- Wielkopolski-Nationalpark

## Städtepartnerschaften
Die Stadt Mosina unterhält Partnerschaften mit folgenden Orten:
- Bunschoten (Niederlande)
- Seelze (Deutschland)

## Persönlichkeiten
- Lazarus Immanuel Fuchs (1833–1902), Mathematiker
- Herbert Baum (1912–1942), Widerstandskämpfer
- Hermann Vorländer (* 1942), Theologe